# Зеркальный дворец
Зеркальный дворец (фр. Palais des glaces) — театральный и концертный зал в Париже (Франция), работающий с 1876 года по адресу рю дю Фобур-дю-Тампль (фр.), дом 37, в 10 округе.
Заведение используется в качестве кафе-театра (фр.). С 2002 года управляется Жаном-Пьером Бигаром, который также руководит театром Комеди де Пари (фр.). Зеркальный дворец состоит из двух залов: главного на пятьсот мест (разделенного между оркестром и балконом) и так называемого Малого зеркального дворца на сто посадочных мест.

## История

### Начало
Открыт в 1876 году под названием «Bolero Star», поначалу использовался в основном для песенных концертов, и вскоре был переименован в «Bijou Concert». Со временем и под влиянием различных директоров (Альберта Шрамека, специалиста по кафе-шантанам; затем Поля Руэза, директора Фоли-Бержер, Олимпии и Мулен Руж) помещение стало всё в большей мере использоваться для театральных постановок. Постоянно используясь то в качестве мюзик-холла, то в качестве театральной сцены, в зависимости от директоров и финансового состояния, помещение полностью перестроили в 1924 году под Большой кинотеатр Зеркального дворца (из-за его нового фасада, покрытого зеркалами).

### С 1970-х годов
В 1970 году, отказавшись от кинематографа, чтобы вернуться к музыке, Зеркальный дворец приветствовал таких артистов, как Марсель Дади, Touré Kunda (фр.), Нина Симон и The Clash.
28 марта 1977 года Марк Зермати (фр.) организовал в зале «Nuit punk» (фр. «Ночь панка»), концерт, в котором приняли участие Wayne County and the Electric Chairs (англ.), Stinky Toys (фр.), The Jam, Generation X и The Police.
В 1988 году дворец снова стал театром — продюсер Джимми Леви купил его и постепенно посвятил юмору. Таким образом, театр увидел на своей сцене новое поколение французских комиков, таких как дуэт Les Vamps (фр. в 1989, 1991 и 1995 годах), Пьер Пальмад (фр. 1990), Жан-Мари Бигар (1992), дуэт Шевалье и Ласпалес (фр., 1992), Патрик Тимсит (фр., 1993), Марк Жоливе (фр., 1994), дуэт Эли и Дьедонне (фр., 1996), Гад Эльмалех (1996), дуэт Эрик и Рамзи (фр., 1998). Летом 2002 года Зеркальный дворец куплен братом французского юмориста Жана-Мари Бигара — Жан-Пьер Бигар, — который управляет им и по сей день. С того времени зал перепрофилирован под моноспектакли и комедии.
В 2010 году 50 частных театров Парижа, входивших в Ассоциацию поддержки частных театров (ASTP) и Национальный синдикат режиссёров и исполнителей частных театров (SNDTP), членом которого является Зеркальный дворец, решили объединиться под новым знаком, символом исторической модели частного театра: Theatres Parisiens Associes.